# Sertum (motorfiets)
Sertum is een historisch merk van motorfietsen.
Off. Mecc. Fausto Alberti, S.A., Milano (1931-1951).
Grote Italiaanse firma, die 173 cc zijkleppers en 120 cc tweetakten bouwde. Vanaf 1934 kwamen er 496 cc zijklep-paralleltwins en ook 246 cc zij- en kopkleppers. Er werden transportdriewielers met 498 cc blokken gemaakt. De Sertum-machines waren erg degelijk en wonnen veel prijzen in betrouwbaarheidsritten.

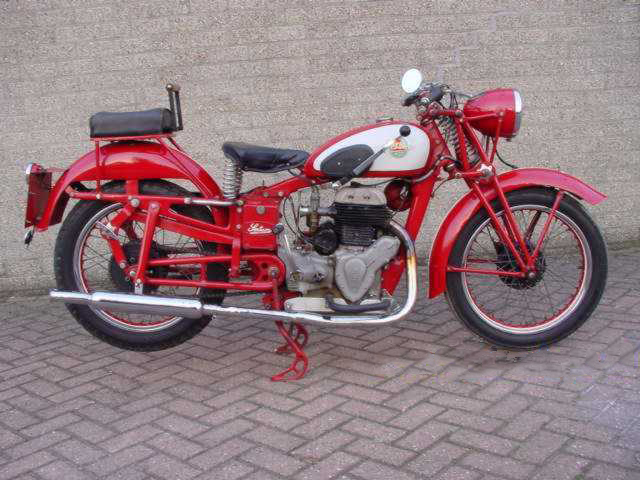
Sertum 500 cc ca. 1936

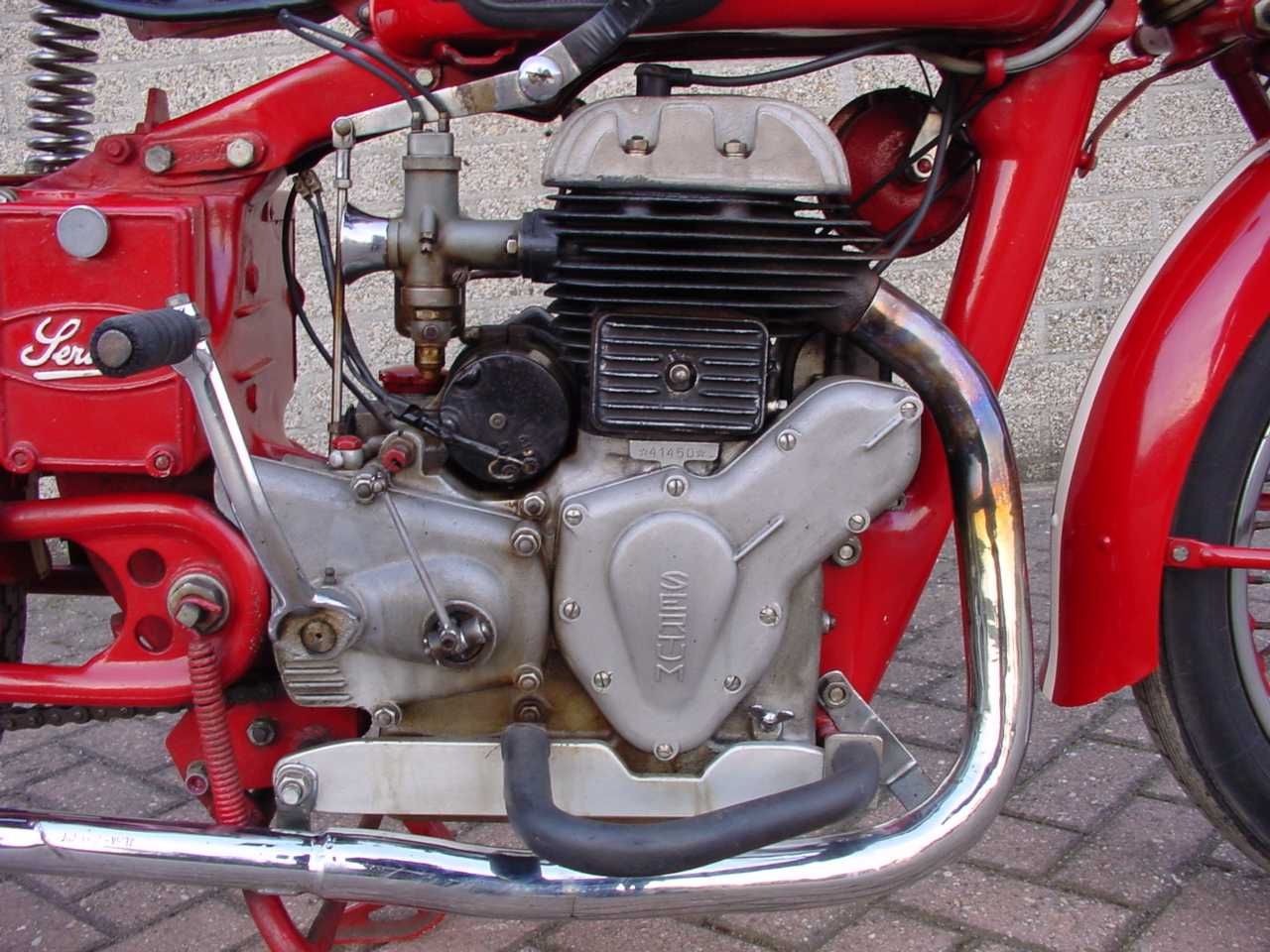
Sertum 500 cc zijklepmotor